# Eggi
Eggi è una frazione del comune di Spoleto, in provincia di Perugia.
Il paese si trova sulla sommità di un piccolo colle (325 m s.l.m.) antistante i monti che separano la Valnerina dalla Valle Umbra, a circa 5 km a nord di Spoleto. È abitato da 481 residenti (dati Istat, 2001).

## Storia
Il nome del paese sembra derivare da quello di una famiglia romana che aveva i propri possedimenti in zona; pur se non testimoniata da grandi monumenti, la presenza romana è certa per via del gran numero di parti di tombe e sarcofagi, rinvenute nel territorio ed in particolare lungo la via che unisce Eggi a Bazzano (chiamata localmente la fraschetta). Altri resti della presenza romana sono visibili in località Collemarozzo, vicino alla chiesa di San Beroto e nel territorio vicino alla Chiesa di San Giovanni.
Un primo borgo si formò sul Monte N'Garvellu ad est del paese, distrutto nel bassomedioevo; la popolazione si diffuse al borgo e costruì alle pendici del colle detto Giove o Giovo una villa con fortilizio, circa alla fine del XIV secolo, del quale rimangono tracce molto visibili. Nel 1507, gli abitanti di Eggi aiutarono il Comune di Spoleto a riscattare una la Rocca di Ponte occupata dai perugini, contribuendo con una notevole somma, ricevendo in cambio la cittadinanza rustica, con l'esenzione da una parte delle tasse comunali: già a quel tempo, dunque, il paese era abbastanza florido.
Nel XVI secolo il castello era feudo dei Racani, che finanziarono l'abbellimento delle chiese paesane con un gran numero di opere. In questo periodo, parecchie famiglie borghesi e nobili costruirono ville monumentali nei pressi del piccolo borgo.
Nel XVII e XVIII secolo Eggi si espanse parecchio fuori dalle mura, sia verso il monte che verso valle.
Nel XIX secolo perse lo status di comune rurale (in seguito all'occupazione napoleonica) e continuò ad essere parte del Comune di Spoleto.

## Economia e manifestazioni
L'agricoltura è sviluppata soprattutto per la presenza di ampie coltivazioni di olivo, da cui si estrae un olio estremamente pregiato. A ciò si coniuga sempre più spesso lo sviluppo turistico dei luoghi, con un discreto numero di aziende agrituristiche presenti in zona.
Tra le manifestazioni di carattere culinario, si può annoverare la Sagra degli Asparagi, mentre a livello culturale possiamo citare il festival di musica rock RockEggiando.

## Monumenti e luoghi d'arte
- Il Castello (XIV secolo), eretto dal cardinale Egidio Albornoz[1] nel XIV secolo, di pianta triangolare. Sulla sommità si trova una porta doppia ornata da due torri di difesa.
- Edificio votivo della Madonna delle Grazie (fine XV secolo). Costituito da due porzioni distinte, una con pianta trapezoidale e l'altra a pianta quadrata, di stile romanico. All'interno si trovano alcuni affreschi raffiguranti la ricerca di protezione dalle pestilenze.
- Chiesa di S. Giovanni Battista (XVI secolo). L'abside è decorato da affreschi di Giovanni di Pietro, detto Lo Spagna (1527-1532).
- Oratorio del Sacramento e complesso dell'Ospedale (XV secolo).
- Chiesa di S. Michele Arcangelo (XIV secolo). Risultante da parecchi ampliamenti, vide il campanile ricostruito nel 1703 in seguito ad un terremoto. Nell'interno, ad opera del cosiddetto Maestro di Eggi (XV secolo), un certo numeri di affreschi in stile gotico.
- Chiesa Madonna di Castellocchio fuori dalle mura del castello su precedente edicola con affresco del XV secolo
- Ex-villa De' Pazzi Morelli (XIX secolo).

## Sport
Ogni anno si tiene la corsa podistica "STRAEGGI" su un percorso competitivo di 7,2 km, aperta anche agli amatori.

## Galleria d'immagini

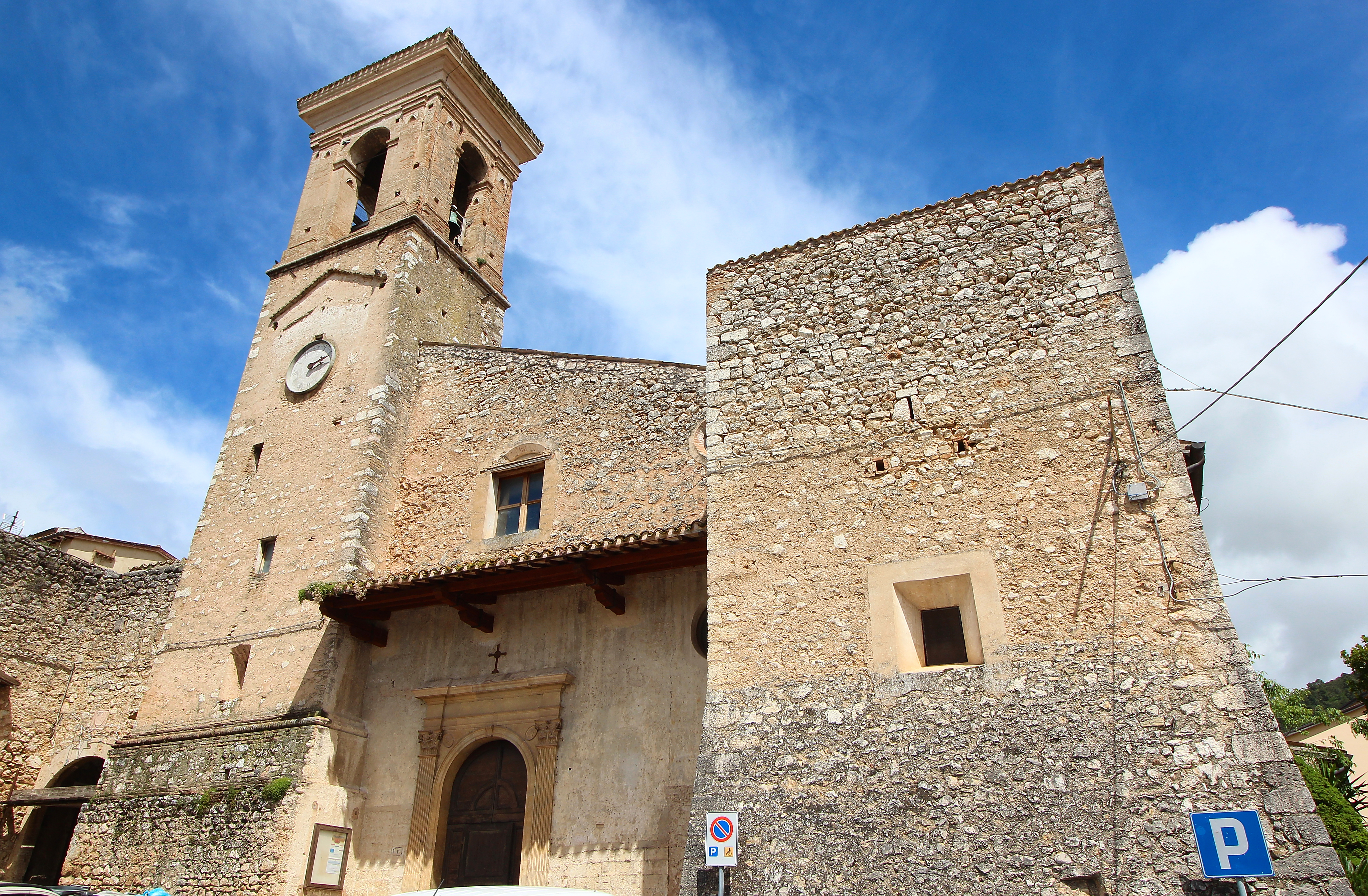
Chiesa di San Michele Arcangelo
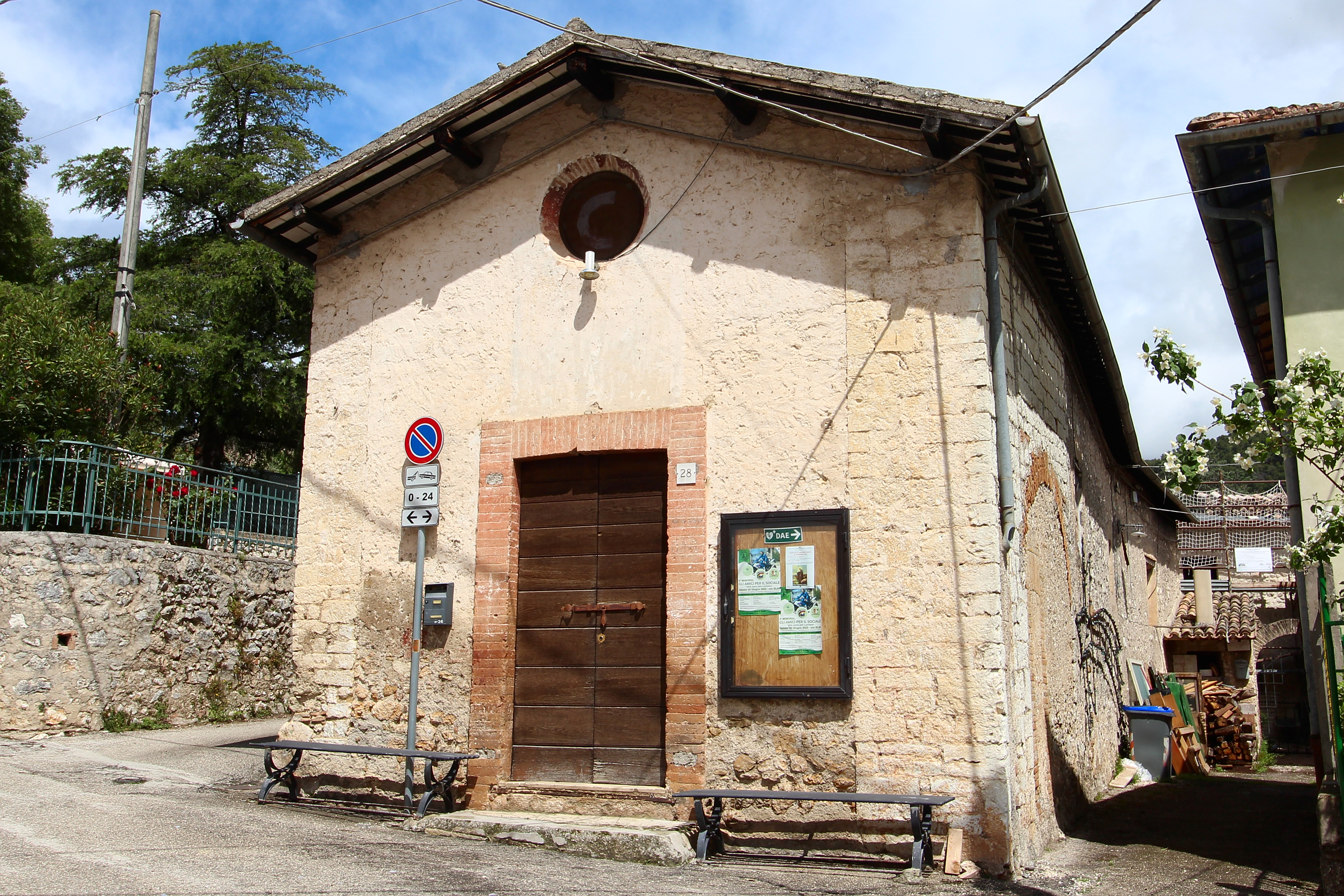
Chiesa del Santissimo Sacramento
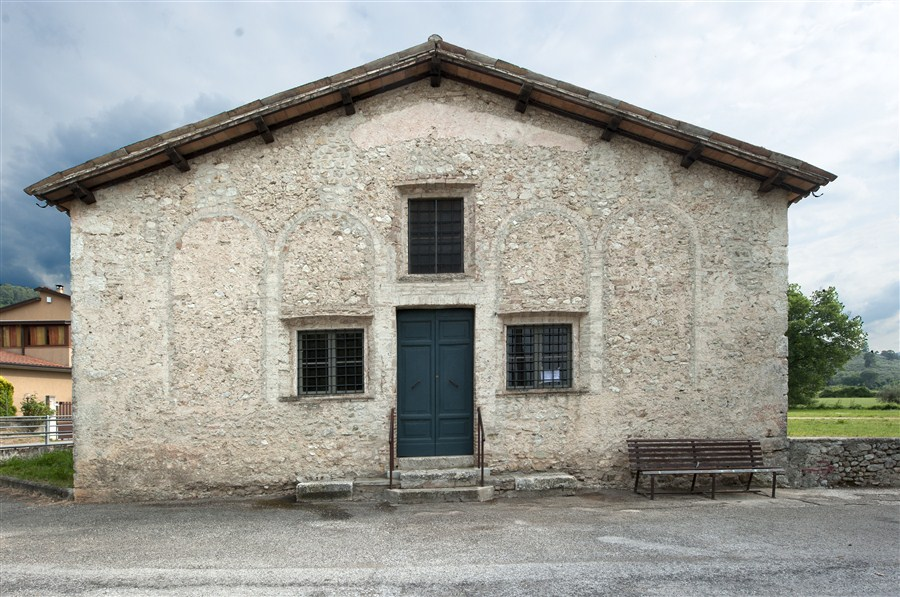
Chiesa Madonna delle Grazie di Eggi
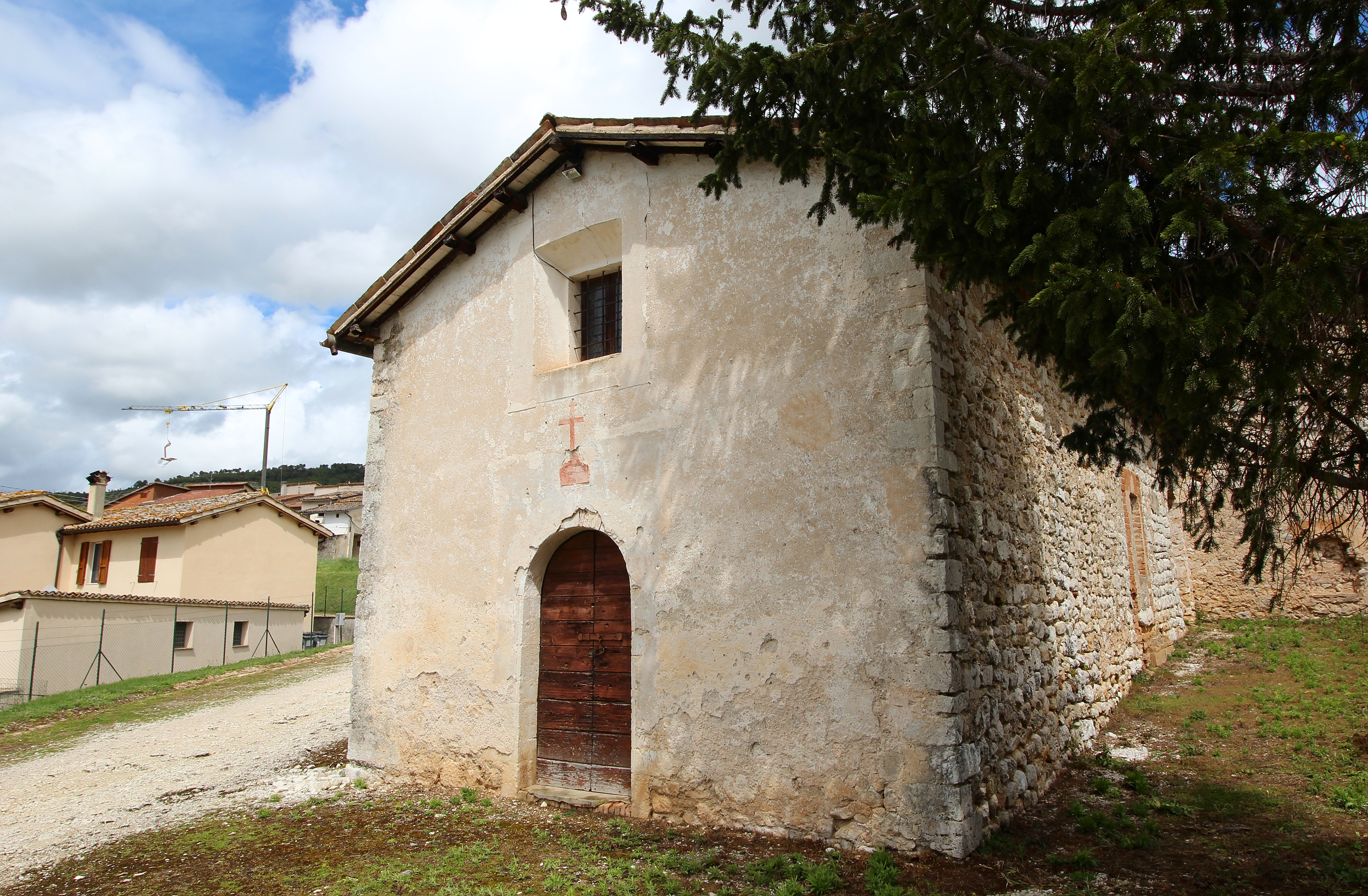
Chiesa di San Giovanni Battista
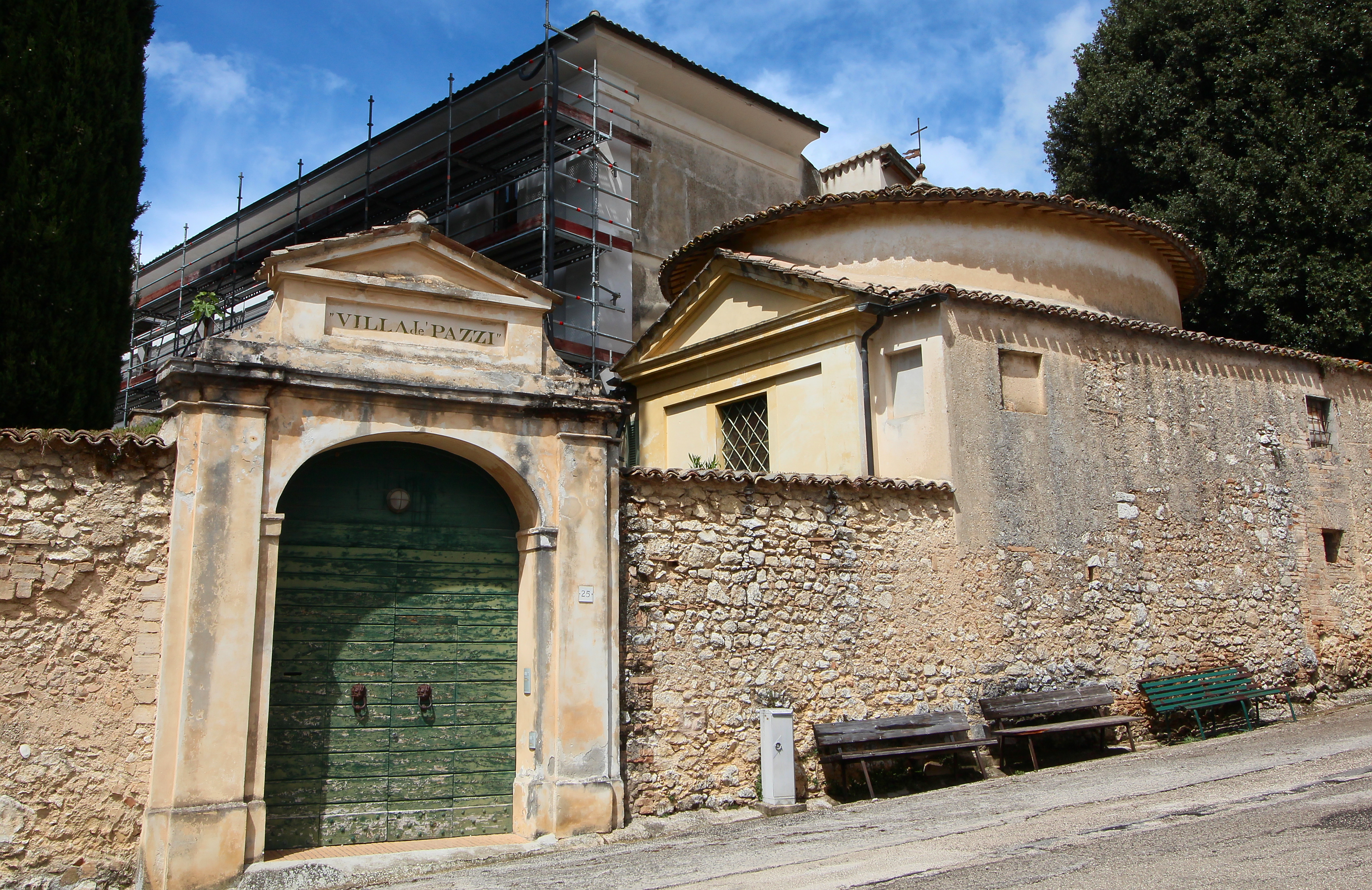
Ex-villa De' Pazzi Morelli